# Twentsche Bank (Rotterdam)
Het voormalige bankgebouw van de Twentsche Bank van Rotterdam is een gebouw op de Blaak in het centrum van Rotterdam. Nadat de eerste vestiging van de bank aan aan de Blaak (toen nog een binnenhaven) bij het bombardement op 14 mei 1940 was verwoest kwam er na de Tweede Wereldoorlog een nieuw bankgebouw aan de zuidzijde van de inmiddels gedempte Blaak. Het gebouw was een van drie bankvestigingen aldaar. De bouw begon in 1946 en in 1950 werd het in gebruik genomen. Het gebouw was van 1995 tot 2009 een gemeentelijk monument en vanaf 2010 is het een rijksmonument.

## Geschiedenis
Voor 1940 was de Twentsche Bank gevestigd aan de zuidkant van de Blaak. Dit gebouw uit 1879 was ontworpen door de architect Barend Hooijkaas jr.. Het gebouw werd in mei 1940 volledig verwoest bij het Duitse bombardement op Rotterdam.
Na het bombardement werd besloten de Blaak te dempen met puin uit de verwoeste stad. In 1945 wilde de directie de Twentsche Bank het kantoor aanvankelijk op dezelfde plek herbouwen zodat de nog aanwezige kluizen weer gebruikt konden worden. Een ander plan was om naast het oude Bijenkorfgebouw te bouwen. In het Basisplan voor de Wederopbouw van Rotterdam werd echter de rooilijn verlegd en koos stadsarchitect Cornelis van Traa ervoor een reeks nieuwe bankgebouwen te concentreren in een nieuwe financiële sector aan de Blaak en het zuidelijk deel van de Coolsingel.
Architectenbureau Hooykaas & Van Veen, dat het oude bankgebouw had ontworpen, ging een samenwerking aan met voormalig stadsbouwmeester Ad van der Steur om het nieuwe gebouw te realiseren. Het kwam te staan naast dat van de Nederlandsche Handel-Maatschappij werd gebouwd in traditionalistische stijl. De kleur en grootte werden afgestemd op die van het NHM gebouw. Na een bouwtijd van vier jaar werd het pand op 15 augustus 1950 officieel in gebruik genomen. De vlotte herbouw van onderkomens van de financiële sector was te danken aan het feit dat banken en verzekeraars voldoende geld hadden om zonder overheidssteun snel hun verwoeste gebouwen te vervangen.
Tussen 1960 en 1980 in de bankenwereld meerdere fusies tot stand. De Twentsche Bank fuseerde in 1964 met de naastgelegen Nederlandsche Handelsmaatschappij tot Algemene Bank Nederland. De gebouwen werden in 1965, ter hoogte van de derde verdieping, door middel van een luchtbrug met elkaar verbonden.
In 1990 volgde nogmaals een bancaire samenvoeging, ditmaal van ABN en AMRO Bank. Deze had tot gevolg dat het Twentsche Bankgebouw werd afgestoten. De gemeente Rotterdam wilde het gebouw slopen; er zou hoogbouw voor in de plaats moeten komen. Vanwege de sloopplannen in het naoorlogse Rotterdamse centrum werd het 'Comité Wederopbouw' opgericht. Dat zette zich met succes in voor het behoud van de belangrijkste gebouwen uit de wederopbouwperiode. Het gemeenteraadsraadslid Herman Meijer diende in 1993 een motie in die vroeg om een inventarisatie van wederopbouwarchitectuur. Als wethouder kon hij in 1995 zelf de drie bankgebouwen aan de Blaak op de gemeentelijke monumentenlijst zetten. In 2010 zijn ze vervolgens opgenomen in het register van rijksmonumenten.

## Vormgeving

### Exterieur en beelden
Het twintig vensterassen tellende bankgebouw met rechthoekige plattegrond, moest kracht en zekerheid uitstralen. "De architectuur zelf tracht een uitspraak te geven van het karakter, dat een bankgebouw hebben moet. Stoer en sterk moet het zijn als symbool van veiligheid voor hem, die zijn bezit aan de bank toevertrouwt. En zo tracht dit gebouw stoer en sterk te zijn door de onderbouw van gepolijst betonsteen, door de geslotenheid der zijgevels, de hoeken op de bovenverdiepingen en ten slotte door het hoge fries zonder ramen, dat de voorgevel aan de bovenzijde beëindigt." zei architect Van der Steur erover in het Bouwkundig Weekblad van 16 januari 1951.
Het gebouw heeft een traditionalistische uitstraling met een ingetogen stijl. Dit komt door de strakke en zakelijke gevels die gevat zijn in een betonconstructie. Het pand is voorzien van gepolijste betonstenen plinten en heeft een hoog opgetrokken begane grond. Alle gevels zijn opgetrokken in donkerrode baksteen. De toepassing van gepolijst beton was destijds vernieuwend omdat hiermee werd aangetoond dat het mogelijk was om beton in een verticaal vlak te polijsten. Alle vensters op de begane grond aan de voorgevel zijn voorzien van sierend hekwerk. Het platte dak is bedekt met bimsbeton kanaalplaten op platen van houtwol cement. In de achtergevel zijn ronde openingen aangebracht die dichtgezet zijn met staal, deze zijn omlijst met gepolijste betonsteen. In de linker zijgevel worden de smalle vensters in het midden geflankeerd door siermetselwerk en ook bevindt zich hier een dienstingang. In de rechter zijgevel zijn enkele balkons met een opengewerkte betonnen balustrade te zien en is een expeditie-ingang te vinden. De hoofdingang is asymmetrisch geplaatst en is te bereiken via een trap van Noors graniet. De toegangsdeur is gemaakt van brons en bevindt zich achter een smeedijzeren hek. Boven de ingang bevindt zich een monumentaal gestileerd wapen van Amsterdam, evenals de wapens van Enschede en Londen. De redenen hiervoor zijn dat Amsterdam al sinds 1861 de vestigingsplaats van de Twentsche Bankvereniging was en omdat zowel Enschede als Londen beiden een belangrijke rol in de geschiedenis van de Twentsche Bank speelden. Daarboven is het stadswapen van Rotterdam aangebracht. Bovenop het gebouw staat ter hoogte van de ingang het beeldhouwwerk 'Het Twentse Ros'. Dit paard, het mythisch Saksenros, symboliseert de regio Twente. Verder symboliseren een baal en een vis de handel en de zee. Het sculptuur is gemaakt door Cor van Kralingen in samenwerking met Adri Blok. Het gebouw vormt, met de vestigingen van de Nederlandsche Handelsmaatschappij en de Amsterdamsche Bank aan weerszijden, een ensemble. De panden staan op één rooilijn, hebben dezelfde bouwhoogte van 24 meter en zijn in kleur op elkaar afgestemd. Ze zijn alle drie in traditionalistische stijl gebouwd. De vormgeving van de Twentsche bank is geïnspireerd op het Florentijnse Palazzo Vecchio. Het gebouw is 44.6 meter lang, 27.7 meter diep en 26 meter hoog.
Begin jaren tachtig van de twintigste eeuw is het gebouw ingrijpend verbouwd. Hierbij zijn onder meer de twee oorspronkelijke lichthoven vanaf de begane grond, die boven de eerste verdieping van een glazen dak waren voorzien, samengevoegd tot een groot lichthof. Daarnaast is er een extra verdieping van een glazen overkapping gemaakt. Het exterieur is, uitgezonderd de profielen van de vensters, goed bewaard gebleven. De oorspronkelijke stalen profielen zijn vervangen door aluminium.

### Interieur en toegepaste kunst
In het interieur is de algehele hoofdstructuur nog intact en in de kelder van het gebouw zijn de kluizen, de marmeren wand en een bronzen deur nog aanwezig. Verder heeft het pand een kelder, een entresol, drie kantoorverdiepingen tot aan de kroonlijst en een vierde verdieping. Oorspronkelijk bevond zich op deze verdieping een huisbewaarderwoning. De verdiepingen zijn te bereiken met liften en diensttrappen. In de zuidoost- en zuidwesthoek van de achtergevel zijn twee klokkentorens gerealiseerd waarin liften zijn ondergebracht. Achter in het pand bevindt zich een fietsenberging. De omlijstingen, hoekafwerkingen en daklijsten zijn uitgevoerd in gepolijst beton en het dak en de luifel aan de westzijde zijn bedekt met groen koper.
Veel kunstwerken die zijn toegepast, zoals de glas-in-loodramen in de eetkamer van Everardus Warffemius, de ramen in de effectenhal van Agnes Canta, de wandschilderingen van F.G. Jacobs en Schuyl, de houtreliëfs van Hank Hans en het hekwerk op de trap van Karl Gellings, zijn echter verdwenen. Wel resteert mogelijk nog een drielichtvenster, voorzien van glas-in-lood, ontworpen door Hendrik van Kesteren dat zich in de directiekamer bevond.

### Techniek
Het pand was bij de bouw voorzien van bijdetijdse technische voorzieningen en installaties, waaronder centrale verwarming en luchtverversing. Deze installaties werden mede bediend vanuit het achter pand staande transformatorhuisje. Dit huisje maakt, gezien zijn oorspronkelijke functionele en architectonische verbondenheid, deel uit van het rijksmonument. Het is omgeven met donkerrode baksteen en voorzien van natuurstenen plinten. Ook biedt het onderdak aan twee garageboxen.
Tussen 1999 en 2001 is het Twentsche Bankgebouw gerenoveerd door Kraaijvanger Architecten. Hierbij is het interieur volledig gemoderniseerd.